# Annihilation Process
Annihilation Process,  es el segundo disco en octavo de Violator lanzado por el grupo en 2010.
Este disco se escucha más potente, la misma línea thrash metal, tanto en la música como en las letras, en diferencia a su disco anterior Chemical Assault podemos notar el cambio de sonido de la batería, similar al de Violent Mosh, una voz más carrasposa de Pedro Arcanjo, la velocidad en las guitarras les da un aire Old School.

## Lista de canciones
1. Poisoned by Ignorance  - 04:08
2. Uniformity Is Conformity - 03:31
3. Give Destruction or Give Me Death - 02:31
4. Apocalypse Engine - 03:43
5. Deadly Sadistic Experiments - 03:17
6. Futurephobia - 04:37
7. You'll Come Back Before Dying (Executer Cover) - 03:28

- Datos: Q3618102